# SOB RBDe 566
De RBDe 566, oorspronkelijk RBDe 4/4, is een elektrisch treinstel bestemd voor het regionaal personenvervoer van de Schweizerische Südostbahn (SOB).

## Geschiedenis
Het treinstel werd door een werkgroep van BLS Lötschbergbahn (BLS) en Bodensee-Toggenburg-Bahn (BT) ontwikkeld voor het regionaal personenvervoer. Bij deze groep sloten later de Chemins de fer Fribourgeois Gruyère-Fribourg-Morat (GFM) en de Chemin de fer Régional du Val-de-Travers (RVT) en later ook de Emmental-Burgdorf-Thun-Bahn (EBT) aan.

## Constructie en techniek
Het treinstel bestaande uit een motorwagen, een stuurstand rijtuig van hetzelfde model aangevuld met een of meer tussen rijtuigen bestemd voor regionaal personenvervoer van de Schweizerische Südostbahn (SOB).

## Treindiensten
De treinen van de Schweizerische Südostbahn (SOB) werden ingezet op het regionaal personenvervoer tussen Noord-Oost Zwitserland en Centraal Zwitserland, tegenwoordig bekend als Voralpenexpress. Tegenwoordig worden de treinen ingezet op het lokaal personenvervoer van de S-Bahn Sankt Gallen.

## Foto's

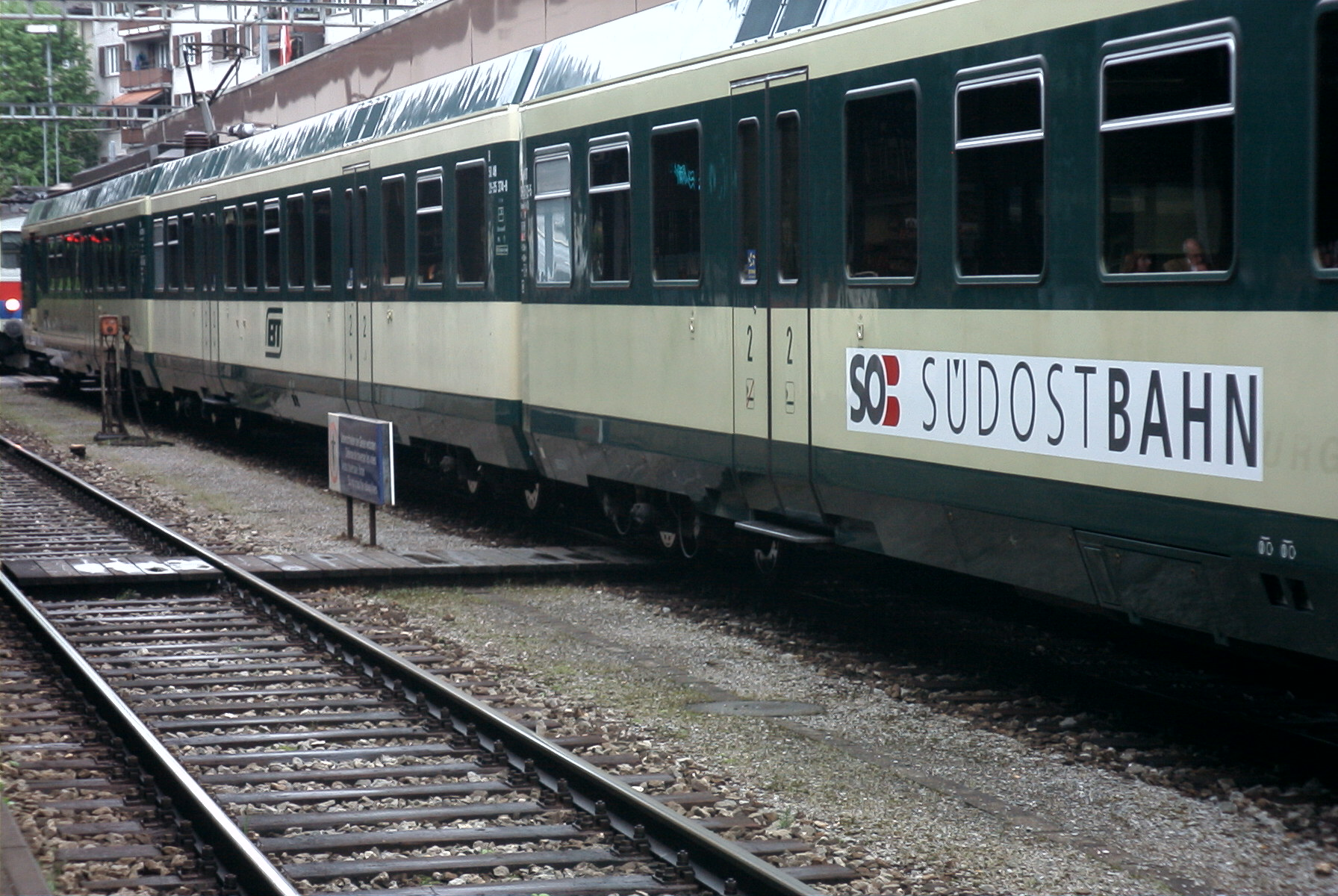
B 374 - ABt 172 op 9 mei 2003 in Herisau